# Millennium – Fürchte deinen Nächsten wie Dich selbst
Millennium – Fürchte deinen Nächsten wie Dich selbst (Originaltitel: Millennium) ist eine von Chris Carter geschaffene US-amerikanische Fernsehserie. Im Zentrum des ursprünglichen Serien-Konzepts standen der Anspruch einer möglichst realistischen Darstellung der Verbrechen, ihrer Ursachen und ihrer Aufklärung sowie die Auseinandersetzung mit der Mythologie des Bösen.

## Handlung
Im Mittelpunkt der Serie steht der ehemalige FBI-Agent Frank Black. Er und seine Frau Catherine haben eine kleine Tochter namens Jordan. Black verfügt über die besondere Gabe, sich in das Wesen des Bösen hineinzuversetzen. Dadurch erhält er bisweilen bildhafte Visionen über deren Motivation und Taten, die er für seine Arbeit als Profiler nutzt. Diese beständige intensive Auseinandersetzung mit brutalen Verbrechen und die Bedrohung seiner Familie, hat bei ihm zu einem Nervenzusammenbruch geführt. Die Handlung setzt nun nach einer Rekonvaleszenzzeit ein. Frank zieht mit seiner Familie zurück nach Seattle und lässt sich von der Millennium-Gruppe anwerben. In dieser Organisation arbeiten ehemalige Mitarbeiter verschiedener US-Sicherheitsbehörden, die sich darauf spezialisiert hat, bei Gewaltverbrechen beratend zur Seite zu stehen. Die Gruppe verwendet einen Ouroboros als Symbol. Frank wird das Gruppenmitglied Peter Watts als Verbindungsmann und Mentor zur Seite gestellt. Relativ schnell wird Frank mit der Hypothese konfrontiert, dass die Zunahme an brutalen Gewaltverbrechen mit dem kommenden Millennium in Zusammenhang steht und dass die Gruppe über weitergehendes Wissen verfügt.

### Erste Staffel
Frank Black arbeitet unterstützend an der Aufklärung von Serienmorden, deren verstärktes Auftreten und deren Brutalität von Frank Black als Zeichen einer nahenden Apokalypse gedeutet werden. Er und Peter Watts bilden mit der Zeit ein effektives Team und er arbeitet auch häufig mit seinem alten Freund, dem Polizisten Bob Bletcher zusammen. Die erneute Beschäftigung mit dem Abnormalen sowie die Bedrohung seiner Familie durch anonym an ihn zugesandte Fotografien der Familienmitglieder belasten ihn und seine Ehe stark; schließlich wird seine Frau entführt.

### Zweite Staffel
Frank tötet den bis dato anonym gebliebenen Briefschreiber in Notwehr vor den Augen seiner Frau. Da Catherine die Brutalität Franks massiv verstört, droht seine Ehe endgültig zu zerbrechen; Catherine und Jordan ziehen aus dem „gelben Haus“. Frank erkennt, dass die Millennium-Gruppe schon vorher über die Identität des Briefschreibers informiert war; wird aber trotzdem in die Gruppe aufgenommen. Mit der Zeit stellt Frank außerdem fest, dass es auch noch andere Gruppen gibt, die über Wissen über die Zukunft zu verfügen scheinen und die mit der Millennium-Gruppe konkurrieren. Er erfährt auch, dass die Millennium-Gruppe auf die Frühzeit des Christentums zurückgeht, und mittlerweile in sich gespalten ist. Es gibt zwei Fraktionen, wobei die eine an ein nahes Ende der Welt durch eine biblische Apokalypse glaubt und die andere aufgrund von wissenschaftlichen Erkenntnissen von einer Bedrohung der Erde durch ein kosmisches Ereignis ausgeht. Frank erkennt, dass seine Tochter Jordan eine eigene übersinnliche Gabe zu entwickeln scheint.
Im Kampf um die Kontrolle setzt die Millennium-Gruppe alle ihr zur Verfügung stehenden Mittel ein und macht ihre eigenen Gefolgsleute mit „sektenähnlichen“ Methoden gefügig. Zwischen Black und Watts kommt es darüber zum Bruch. Frank versucht, die Gruppe zu verlassen. Seine Frau Catherine kommt bei einem Seuchenausbruch ums Leben, gegen den die Gruppe Frank insgeheim hatte impfen lassen.

### Dritte Staffel
Frank, der durch den Tod seiner Frau erneut einen Nervenzusammenbruch erleidet, gelingt es nur aus Liebe zu seiner Tochter Jordan sich wieder zu erholen. Er arbeitet wiederum als Berater für das FBI, allerdings als beständiger Mahner vor den Machenschaften der Millennium-Gruppe. In der Agentin Emma Hollis findet er eine wissbegierige Vertraute, die die üblichen FBI-Vorgehensweisen allzu gerne verlässt. Doch mit der Zeit erliegt Hollis den Verlockungen des Wissens, das die Gruppe zu bieten hat. Schließlich läuft sie über. Black wird von Watts darüber informiert, dass die Gruppe ein starkes Interesse an seiner Tochter Jordan und ihrer sich entwickelnden Gabe hat. Er taucht mit ihr ab.

### Akte X
In der Crossover-Folge „Millennium“ der 7. Staffel der Serie Akte X – Die unheimlichen Fälle des FBI sollte die Geschichte der eingestellten Serie einen Abschluss finden. Allerdings wird dieser Versuch sowohl in Fankreisen als auch von kreativ Beteiligten, z. B. dem Hauptdarsteller Lance Henriksen, als eher gescheitert angesehen, da sich die schließlich produzierte Episode so weit von der eigentlichen Handlung von Millennium entfernte und kaum einen der alten Handlungsstränge aufgriff, geschweige denn zu einem befriedigenden Ende brachte.
Die Handlung: Frank hat sich wiederum unter psychiatrische Aufsicht begeben. Er befindet sich in einem Sorgerechtsstreit mit den Eltern seiner verstorbenen Frau Catherine Jordan betreffend und versucht, seine geistige Gesundheit nachzuweisen. Er macht die FBI-Agenten Fox Mulder und Dana Scully jedoch auf vier Mitglieder der Gruppe aufmerksam, die durch ein rituelles Selbstopfer eine wichtige Rolle in der von ihnen für die Jahrtausendwende erwarteten Apokalypse spielen wollen. Zwar zieht das Opfer anscheinend mystische Folgen nach sich, Mulder und Scully können aber das Schlimmste verhindern. Zudem bleibt die vorhergesagte Apokalypse aus.

## Synchronisation
Die deutsche Synchronisation entstand nach einem Dialogbuch von Martin Schmitz unter dessen Dialogregie im Auftrag der Arena Synchron in Berlin.
| Rollenname                | Schauspieler     | Synchronsprecher         | Hauptrolle (Starring) | Wiederkehrende Hauptrolle (Also Starring) | Gastauftritt(e) (Guest Starring) | Episodenanzahl |
| ------------------------- | ---------------- | ------------------------ | --------------------- | ----------------------------------------- | -------------------------------- | -------------- |
| Frank Black               | Lance Henriksen  | Michael Telloke          | 1.01–3.22             |                                           | 7.04 (Akte X)                    | 67             |
| Catherine Black           | Megan Gallagher  | Liane Rudolph            | 1.01–2.23             |                                           | 3.12                             | 46             |
| Peter Watts               | Terry O’Quinn    | Lothar Hinze             |                       | 1.01–2.23                                 | 3.02–3.22                        | 41             |
| Jordan Black              | Brittany Tiplady | Pauline Habermann        |                       | 1.01–3.22                                 | 7.04 (Akte X)                    | 41             |
| Lt. Bob Bletcher          | Bill Smitrovich  | Roland Hemmo             |                       | 1.01–1.19                                 |                                  | 11             |
| Det. Bob Giebelhouse      | Stephen J. Lang  | Michael Narloch          |                       | 2.03–2.20                                 | 1, 3                             | 16             |
| Special Agent Emma Hollis | Klea Scott       | Claudia Urbschat-Mingues | 3.01–3.22             |                                           |                                  | 22             |

## Hintergrund

### Produktionsgeschichte
Nachdem Mitte der 1990er-Jahre auf dem amerikanischen Fernsehsender Fox die Serie Akte X ein kommerzieller und künstlerischer Erfolg geworden war, wollte man dort den Serienschöpfer Chris Carter weiterhin an sich binden und von diesem neue Projekte entwickeln lassen. Das erste Projekt wurde Millennium. Die Serie sollte deutlich düsterer werden als Akte X. Als Hintergrund diente der bereits vom ersten Jahrtausendwechsel der christlichen Geschichte belegte Glaube an das Ende der Welt durch die in der Bibel prophezeite Apokalypse zum anstehenden Millennium, also dem Jahrtausendwechsel.
Die erste Staffel von Millennium stand unter der direkten Aufsicht von Chris Carter. Jedoch war die Publikumsreaktion eher zurückhaltend. Für die zweite Staffel wurde das Team Glen Morgan und James Wong gewonnen. Beide hatten starken Einfluss auf die frühe Gestaltung von Akte X gehabt. Anschließend hatten sie mit der Serie Space 2063 ein eigenes Projekt gehabt. Nach dessen Misserfolg sollten sie nun Millennium eine neue Richtung geben. Unter ihnen hatten fast alle Darsteller von Space 2063 Gastauftritte. Morgan und Wong ließen jedoch ihren Vertrag mit Carters Produktionsfirma auslaufen, so dass für die dritte Staffel erneut neue Produzenten verantwortlich zeichneten und es zu einer leichten Diskontinuität in der Handlung kam. Nach der dritten Staffel wurde die Serie von Fox nicht verlängert. Durch die jeweils verschiedenen Verantwortlichen haben die drei Staffeln stark unterschiedliche inhaltliche Schwerpunkte. Um einen Abschluss zu schaffen, wurden in einer Episode der Serie Akte X zumindest einige der Fragen um die Millennium-Gruppe geklärt.

### MillenniumundProfiler
1996 feierte eine weitere Serie mit ähnlichen Prämissen im US-Fernsehen Premiere: Profiler bei NBC. Auch hier geht es um eine ehemalige FBI-Agentin, die über eine empathische Gabe verfügte und die von einem Unbekannten terrorisiert wurde. Trotz vieler Vermutungen konnte aber keiner der beiden Serien nachgewiesen werden, bei der jeweils anderen abgekupfert worden zu sein. Die beiden Serien nahmen auch unterschiedliche Entwicklungen, wobei Profiler mit einer Staffel Ausstrahlungsdauer mehr etwas längere Lebenszeit beschienen war. Im Gegenzug war Millennium bei Kritik und durch Nominierung sowie Auszeichnungen bei prestigeträchtigen Awards wie den Primetime Emmy Award oder dem People’s Choice Award künstlerisch die erfolgreichere der beiden Serien.

### Ausstrahlung und Reichweite
In Deutschland wurde die Serie intensiv als Millennium – Fürchte deinen Nächsten wie Dich selbst beworben und bei Sat.1 ab dem 10. Oktober 1997 ausgestrahlt. Da die Einschaltquoten nicht den Erwartungen entsprachen, wurden die zweite Hälfte der zweiten sowie die dritte Staffel nach deutlicher Pause und auf einem Sendeplatz zwischen 23:00 Uhr und 24:00 Uhr dienstags bei ProSieben ab dem 17. Juli 2000 gesendet. 2004/2005 lief eine Wiederholung bei kabel eins. Im Jahre 2009 erfolgte die erneute Wiederholung auf dem Bezahlsender RTL Crime.
In den USA wurde die Pilotepisode von über 17 Millionen Zuschauern gesehen.

## Auszeichnungen
Die Serie erhielt zahlreiche Nominierungen für Preise aus dem Science-Fiction- und Fantasy-Bereich. Im Bereich der arrivierten Preise konnte Lance Henriksen drei Nominierungen für den Golden Globe als Bester Hauptdarsteller in einer Drama-Serie verbuchen. Dazu kamen zwei Nominierungen bei den Emmys 1998 (für einen Besten Nebendarsteller und Außergewöhnliches Sound Editing (Tonschnitt) in einer Fernsehserie)

## DVD-Veröffentlichungen
Die Serie wurde 2005 in Staffelboxen auf DVD veröffentlicht. Im Set zur dritten Staffel ist auch die Folge Millennium aus der Serie Akte X enthalten.
2007 erschien auch eine Komplettbox.